# Louis Provelli
Louis Provelli est un footballeur international et un entraîneur français né le 21 avril 1939 à Crusnes (Meurthe-et-Moselle) et décédé le 7 octobre 2014 à Valenciennes. Il mesure 1,82 m pour 76 kg. Il a fait toute sa carrière comme arrière central à l'US Valenciennes Anzin, dans les années soixante. Il reste l'un des meilleurs défenseurs de l'histoire du club..

## Carrière de joueur
Avec son club de US Valenciennes-Anzin avec lequel il joue de 1957-1970, il fait partie à trois reprises de la meilleure défense du championnat de France, en 1964, 1965, 1967.
Il est international français à une reprise, face à la Roumanie, le 22 mars 1967.

## Palmarès
- International A (une sélection le : France-Roumanie, 1-2)
- Finaliste de la Coupe Charles Drago en 1959 avec l'US Valenciennes Anzin
- Vice-Champion de France D2 en 1962 avec l'US Valenciennes Anzin